# Teoría del ascenso al trono del Príncipe Ōtomo

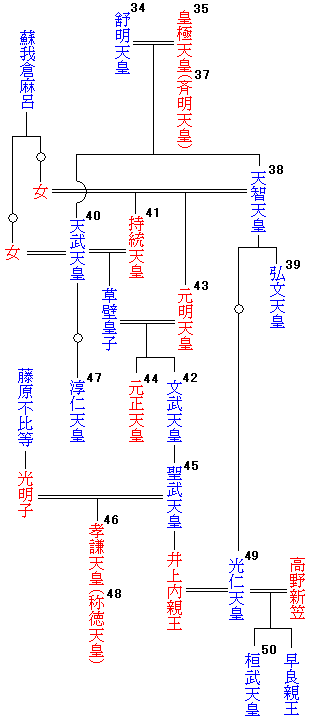
Árbol genealógico de los Emperadores de Japón (34.º al 50.º). El Emperador Kōbun está anotado en la posición 39.

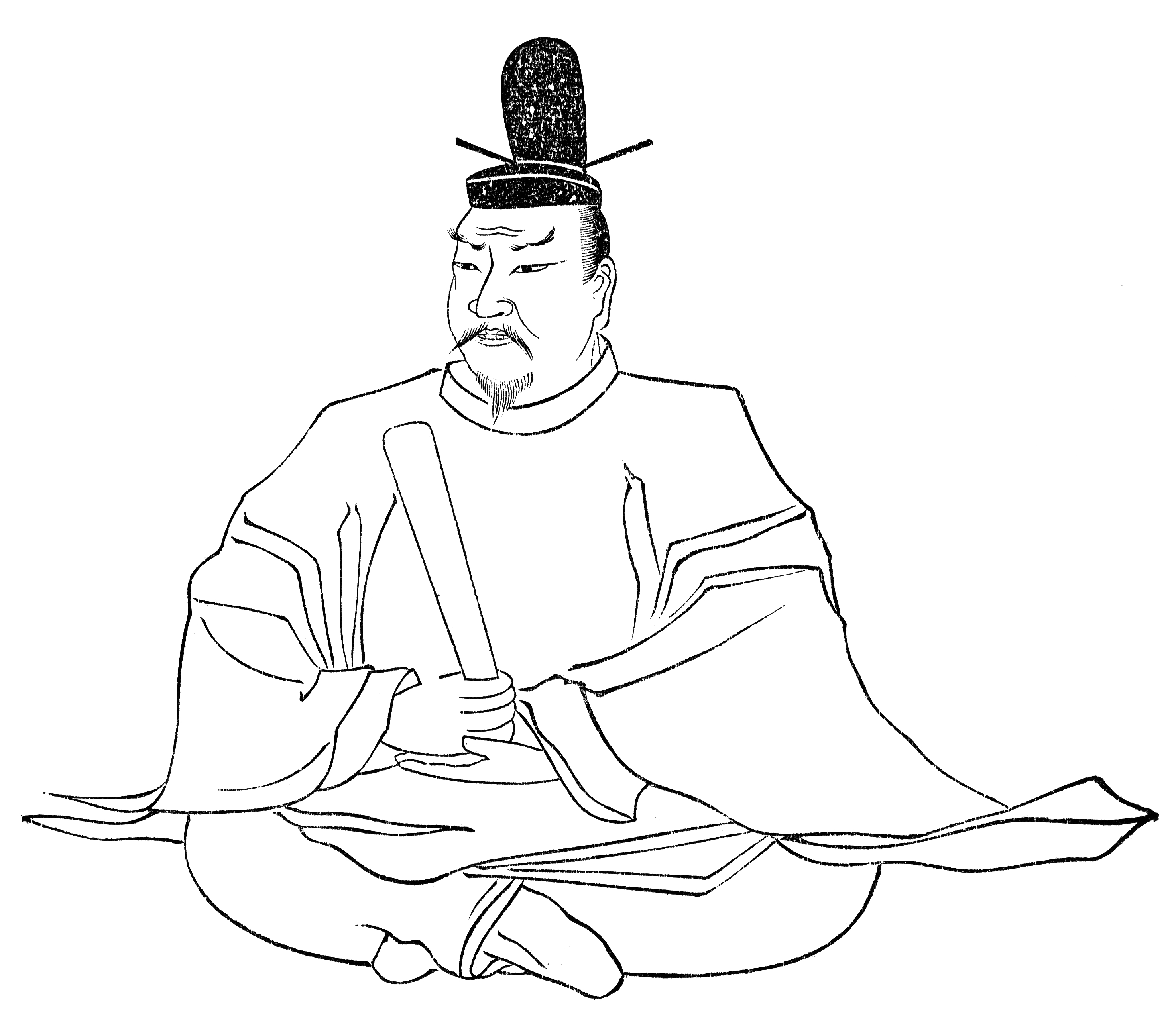
Dibujo del Emperador Tenmu hecho en 1908. El inicio de su reinado se ha convertido en un tema de controversia entre los académicos.

La teoría del ascenso al trono del Príncipe Ōtomo (大友皇子即位説 Ōtomo-no-miko Sokuisetsu?) se refiere a una teoría controversial planteada de manera amplia y continua desde el período Edo por estudiosos de la historia de Japón. Esta disputa surge luego de la muerte del Emperador Tenji, 38.º Emperador de Japón, el 7 de enero de 672, y la posterior disputa entre el Príncipe Ōtomo, hijo del emperador fallecido, quien fue elegido como su sucesor, y el Príncipe Ō-ama (futuro Emperador Tenmu). Dicha disputa se agudizaría poco después en ese mismo año durante la Guerra Jinshin, en donde el Príncipe Ōtomo fallecería el 21 de agosto de 672. 
En ese momento, no se conocía a ciencia cierta si el Príncipe Ōtomo había accedido al trono (即位 sokui?) y el punto de debate se centró sobre su breve período como emperador. De hecho, no fue hasta 1870 cuando se le reconoció su legitimidad tomando el nombre póstumo budista de Emperador Kōbun. También esta teoría se conoce con el nombre de teoría del ascenso al trono del Emperador Kōbun (弘文天皇即位説 Kōbun-tennō Sokuisetsu?).

## Sinopsis
El primer registro que relata acerca de la Guerra Jinshin se encuentra en el Nihonshoki, escrito en el 720, casi medio siglo después del conflicto. En él se relata que el Príncipe Ōtomo se había convertido en el príncipe heredero, pero no describe si el príncipe había ascendido al trono. En una obra posterior, el Kaifūsō, escrito en 751 por simpatizantes del Príncipe Ōtomo, lo describen como "príncipe heredero" (皇太子 Kōtaishi?) pero no como "Emperador" (天皇 Tennō?). En múltiples libros del período Heian describen al Príncipe Ōtomo haber ascendido al trono.
En el caso del Nihonshoki, que era un libro histórico patrocinado por el gobierno, la compilación estuvo a cargo del Príncipe Toneri, hijo del Emperador Tenmu. A partir de ese hecho se ha pensado que durante la compilación del Nihonshoki se debió haber manipulado el hecho histórico referente al Príncipe Ōtomo con el fin de no reconocer su ascenso al trono y que sólo este usurpó el trono como pretendiente sin haber ascendido formalmente (称制 shōsei?).
Este confusión generó otra cuestión sobre si en vez de que el Príncipe Ōtomo, fue la Princesa Yamato (倭姫王 Yamatohime no Ōkimi?), Emperatriz Consorte del Emperador Tenji, quien había ascendió al trono durante el interregno. También existe una teoría que probablemente la princesa tomó el trono y se encargó de la administración sin haber ascendido formalmente.
Desde comienzos del período Edo hasta comienzos de la era Meiji, se hizo más fuerte la teoría del ascenso al trono del Príncipe Ōtomo. Hacia 1870 el gobierno Meiji declaró al príncipe como "Emperador Kōbun". Sin embargo, desde finales de la era Meiji surgieron críticas sobre el fundamento de esta teoría y a comienzos del siglo XXI han surgido puntos de vista sobresalientes de que dicho ascenso al trono no es legítimo.
- Apoyan la teoría del ascenso al trono del Príncipe Ōtomo: Mizukagami (水鏡?  cuento histórico anónimo escrito en 1195), Ōkagami (大鏡?   cuento histórico anónimo escrito en la segunda mitad del período Heian), Fusōryokuki (扶桑略記?   libro histórico hecho por el monje Kōen alrededor de 1094), Dai Nihon Shi (大日本史?   libro histórico compilado por eruditos Mitogaku bajo las órdenes de Tokugawa Mitsukuni, a comienzos del período Edo), Ban Nobutomo (erudito Kokugaku que vivió en la segunda mitad del período Edo), teoría oficial durante la era Meiji.
- Desacreditan la teoría del ascenso al trono del Príncipe Ōtomo (teoría del príncipe pretendiente): Nihonshoki (日本書紀?   crónica histórica compilada por el Príncipe Toneri en 720), Takashi Tanaka (historiador contemporáneo y profesor Emérito de la Universidad Kogakkan), Kōjirō Naoki (historiador contemporáneo y profesor Emérito de la Universidad de la Ciudad de Osaka).
- Apoyan la teoría del ascenso al trono de la Princesa Yamato: Sadakichi Kita (historiador y Doctor en Literatura que vivió entre la era Meiji y el Japón de preguerra), Mitsuo Tooyama (historiador contemporáneo graduado de la Universidad Gakushuin).
- Apoya la teoría del pretendiente de la Princesa Yamato: Katsumi Kuroita (historiador que vivió entre la era Meiji y la Ocupación de Japón, Profesor Emérito de la Universidad de Tokio).

## Argumentos de la teoría

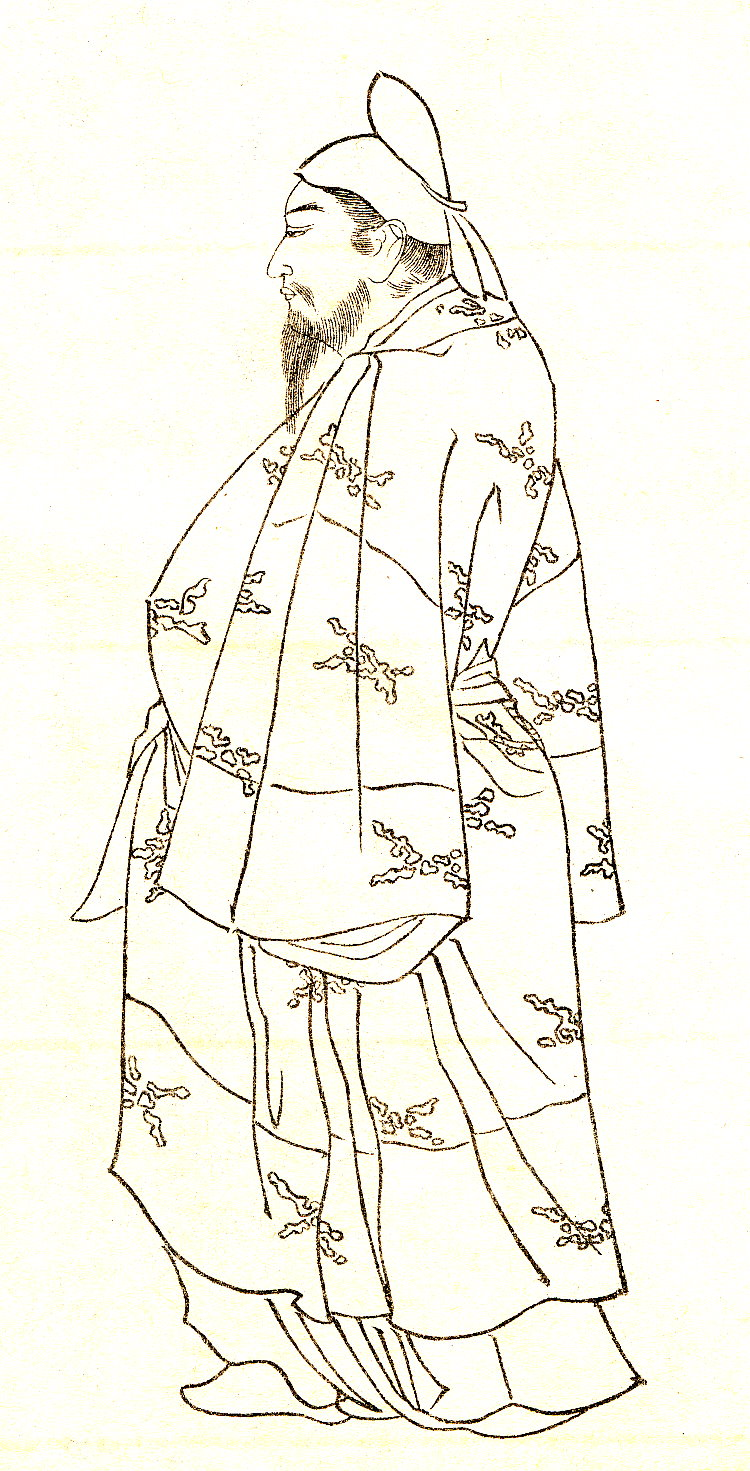
El Príncipe Toneri, grabado de Kikuchi Yōsai. Hijo del Emperador Tenmu y editor principal de la crónica Nihonshoki; según los teóricos, la no mención del Príncipe Ōtomo como "emperador" en este libro es resultado de su posición ambivalente.

### Relatos del ascenso al trono durante el período Heian
En diversos documentos históricos escritos durante el período Heian, se relata el ascenso al trono del Príncipe Ōtomo. En el Saigūki, compilado por Minamoto no Takaakira durante el siglo X, declara que en el décimo año del reinado del Emperador Tenji "ascendió al trono en el duodécimo mes". En el Fusōryokuki se menciona que "en el décimo mes del décimo año del reinado del Emperador Tenji, el Daijō Daijin (Canciller del Reino) Ōtomo se convirtió en el príncipe heredero. En el tercer día del duodécimo mes el Emperador falleció. Al quinto día el príncipe heredero Ōtomo tomó al trono". En el Nenjūgyōji Hishō se describe del Príncipe Ōtomo que "como príncipe heredero ascendió al trono". En el Mizukagami describe que "en el décimo mes el Príncipe Ōtomo fue elevado a príncipe heredero" y que "en el tercer día del duodécimo mes del décimo año del reinado del Emperador Tenji, el Emperador se desvaneció, y al quinto día el Príncipe Ōtomo lo sucedió en el trono". En el Ōkagami describe que entre la sucesión del Emperador Tenji y el Emperador Tenmu, se relata el ascenso al trono del Príncipe Ōtomo y que el "Príncipe Ōtomo se convirtió inmediatamente en emperador luego de desaparecer el Emperador Tenji" y también que "este príncipe imperial asumía el puesto de Daijō Daijin, e inmediatamente después en el mismo año se había convertido en el emperador".
Estos documentos y otros más, escritos durante el período Heian confirmaban el ascenso al trono del Príncipe Ōtomo, y lo declaraban como un hecho histórico. Sin embargo, estas fuentes difieren del tratamiento de los acontecimientos ocurridos que suscitaron la Guerra Jinshin en el siglo VII; por ejemplo el Fusōryokuki considera el conflicto como el fruto de un golpe de Estado. En el Ōkagami cuestiona la relación sencilla entre el Príncipe Ōtomo y el Emperador Tenmu, tal como lo describen los registros históricos. Sobre este mismo punto, el Mizukagami describe que cuando el Emperador Tenji desapareció, a los dos días el Príncipe Ōtomo ascendió al trono. Esta situación en donde se realizó el ascenso de manera veloz, inclusive entre las ascensiones de otros emperadores, genera debates sobre su legitimidad.

### Política editorial delNihonshoki
Cabe anotar que la única fuente detallada y completa relativa a la Guerra Jinshin que existe en la actualidad es el Nihonshoki, un documento histórico muy antiguo escrito a comienzos del siglo VIII. En esta crónica describe que luego del reinado del Emperador Tenji le siguió el reinado del Emperador Tenmu, sin hacer mención del ascenso al trono del Príncipe Ōtomo. Existe una hipótesis de que dicha mención fue omitida intencionalmente en el Nihonshoki, en la que durante la compilación de la obra se pudo haber alterado la realidad de los hechos.
En el volumen 27 del Nihonshoki se describe el relato del Emperador Tenji, en los volúmenes 28 y 29 describen el relato del Emperador Tenmu y el último volumen, el 30, describe el relato de la Emperatriz Jitō. Específicamente en el volumen 28 se hace mención del primer año del reinado (元年 gannen?) del Emperador Tenmu, mientras que el volumen 29 describe los restantes 14 años de su reinado. En el Nihonshoki relata que durante el primer año del reinado del Emperador Tenmu acaece la Guerra Jinshin, específicamente entre el sexto y séptimo mes. La teoría considera que es extraño dentro del Nihonshoki que un hecho casual como una guerra que abarcó cronológicamente un año comprendiera un volumen entero, y que esta peculiaridad no se repite en los demás volúmenes de la obra. También considera que en la compilación del Nihonshoki se pudo haber mostrado una evidente atención ante un suceso importante y especial como lo era la Guerra Jinshin.
El principal compilador del Nihonshoki fue el Príncipe Toneri, hijo del Emperador Tenmu y fue completado durante el reinado de la Emperatriz Genshō, nieta del Emperador Tenmu; por lo que durante la compilación del documento estuvo claramente bajo la tutela de los descendientes del Emperador Tenmu. Por lo tanto, la mención del ascenso al trono del Príncipe Ōtomo pudo considerarse como potencialmente agraviante y ofensivo para el Emperador Tenmu.
Sin embargo, durante la guerra se describe solamente la muerte de dos miembros de la Familia Imperial: el Príncipe Ōtomo y el Príncipe Yamabe; pero el resto de la Familia Imperial, incluyendo a otros descendientes del Emperador Tenji como el Príncipe Kadono, hijo del Príncipe Ōtomo, pudieron sobrevivir al conflicto y de igual manera sobrevivieron muchos burócratas de mediana y baja categoría. Con esta aseveración en el Nihonshoki, se quería dar por hecho lo ocurrido evitando cualquiera contrariedad del suceso histórico.
También consta que el Nihonshoki en general se relatan hechos extraordinarios y fantásticos (tales como los episodios de la mitología japonesa), por lo que la descripción de los sucesos durante la Guerra Jinshin no puede ser considerado como totalmente verdadero y por ende no se puede atribuir una conclusión definitiva del sucesos, por lo que la hipótesis de la negación del ascenso al trono del Príncipe Ōtomo en el Nihonshoki es válida. Este argumento es considerado como uno de los más fuertes dentro de la misma teoría del ascenso al trono del príncipe.

### Hipótesis de la revisión delNihonshokiy el conteo delTai Sui
| Año juliano | Ciclo sexagesimal (chino / japonés) | Nihonshoki             | Antes de la "revisión" |
| ----------- | ----------------------------------- | ---------------------- | ---------------------- |
| 671         | Xinwei / Shinbi (辛未)              | Tenji 10 (天智10?)     | Tenji 10 (天智10?)     |
| 672         | Renshen / Jinshin (壬申)            | Tenmu-gannen (天武元?) | Ōtomo-gannen (大友元?) |
| 673         | Guiyou / Kiyū (癸酉)                | Tenmu 2 (天武2?)       | Tenmu-gannen (天武元?) |
| 674         | Jiaxu / Kōjutsu (甲戌)              | Tenmu 3 (天武3?)       | Tenmu 2 (天武2?)       |
| 675         | Yihai / Itsugai (乙亥)              | Tenmu 4 (天武4?)       | Tenmu 3 (天武3?)       |
| 676         | Bingzi / Heishi (丙子)              | Tenmu 5 (天武5?)       | Tenmu 4 (天武4?)       |
| 677         | Dingchou / Teichū (丁丑)            | Tenmu 6 (天武6?)       | Tenmu 5 (天武5?)       |
| 678         | Wuyin / Boin (戊寅)                 | Tenmu 7 (天武7?)       | Tenmu 6 (天武6?)       |
| 679         | Jimao / Kibō (己卯)                 | Tenmu 8 (天武8?)       | Tenmu 7 (天武7?)       |
| 680         | Gengchen / Kōshin (庚辰)            | Tenmu 9 (天武9?)       | Tenmu 8 (天武8?)       |

Según el Nihonshoki la Guerra Jinshin ocurrió durante el "primer año de reinado" (gannen) del Emperador Tenmu, pero relata que el ascenso del trono (sokui) del Emperador Tenmu ocurrió en el 27.º día del segundo mes del segundo año de su reinado. Esto podría considerarse como una inconsistencia en la cronología dentro del Nihonshoki, ya que el verdadero "primer año del reinado del Emperador Tenmu" (天武元年 Tenmu-gannen?) debería ser al año siguiente del año Jinshin (壬申年 Jinshin-nen?) dentro del ciclo sexagesimal chino (la guerra tomó el nombre de dicho año) en el que recibió formalmente el sokui. De ser así, se presume entonces que durante el año Jinshin, en donde aún el Emperador Tenmu no había recibido el sokui, estuvo bajo el reinado de un emperador especial no identificado en el Nihonshoki.
Ban Nobumoto, un erudito que vivió en la primera mitad del siglo XIX presentó la "hipótesis de la revisión del Nihonshoki" (日本書紀改刪説 Nihonshoki-kai Sansetsu?) y describe que durante el año 7 de la era Wadō (714) ya el Nihonshoki había sido completado, pero que hacia el año 4 de la era Yōrō (720) el documento habría sido reformado o "revisado". Dichas revisiones se pudieron demostrar utilizando el Tai Sui sobre el segundo año de reinado del Emperador Tenmu. 
El Tai Sui (太歲 Tai Sai?) es un elemento fundamental en el zodíaco chino y se refiere a los sesenta generales celestiales que ayudan al Emperador de Jade, el gobernante celestial, en hacerse cargo del bienestar del Mundo Mortal y cada general gobierna dicho mundo por un año. Es por ello que el uso del Tai Sui coincide con el ciclo sexagesimal chino, utilizado durante la confección del Nihonshoki, por lo que era común observar en el documento por ejemplo "Este año es del Tai Sui X" para referirse a los gannen de los emperadores. Sin embargo, en el caso del gannen del Emperador Tenmu, este realmente se encontraba sobre el segundo año de su reinado. Originalmente, su gannen se ubicaba al año siguiente del año Jinshin haciendo el conteo del Tai Sui, pero tras la revisión el gannen fue movido de manera inexplicable al año anterior.
También en el Nihonshoki, entre el reinado del Emperador Tenji y del Emperador Tenmu, al Príncipe Ō-ama se le refería de manera dispersa como "príncipe heredero" (皇太子 Kōtaishi?), "Hermano del Príncipe" (皇太弟 Kōtaitei?) o "príncipe heredero" (東宮 Tōgū?), ya que según la crónica el Príncipe Ō-ama fue nombrado príncipe heredero cuando el Emperador Tenji ascendió al trono, pero con el nacimiento del Príncipe Ōtomo y la presión del emperador, el Príncipe Ō-ama había renunciado la sucesión al trono y se convirtió en un monje, trasladándose a la provincia de Yamato, al este de la capital.
Para Sadakichi Kita, fue crítico al declarar de que no debía haberse planteado dicha revisión y que el gannen no debería ser cambiado del año Jinshin. Si se aplicara la regla del conteo del Tai Sui en el gannen, el año Jinshin no sería el gannen del Emperador Tenmu, dejando abierta la posibilidad de que dicho año sea el gannen del Emperador Kōbun, por lo que la versión del Nihonshoki previa a la revisión tenía las cuentas del Tai Sui correctamente. Entonces era claro que se hizo esta omisión de manera intencional, pero no se pudo hacer nada, en especial con el conteo del Tai Sui, para ocultar el error.

### Relato delShoku Nihongi
Durante el período Nara se escribió el Shoku Nihongi, un texto histórico patrocinado por el gobierno imperial y que se constituiría en la continuación del Nihonshoki. En este documento describe que durante el año 2 de la era Tenpyō-hōji (758) cuando el Emperador Junnin le cambió el nombre de Fujiwara no Nakamaro a Emi no Oshikatsu por sus logros, este lo nombró a través de un edicto imperial con el mismo título del "Naidaijin de (la casa imperial) Ōmi no Ōtsu no Miya (que tuvo el título) de hace diez reinados imperiales hace casi cien años atrás". Aquel Naidaijin que se refería el Shoku Nihongi era Fujiwara no Kamatari, fundador del clan Fujiwara y miembro de la casa imperial Ōmi no Ōtsu no Miya, casa establecida por el Emperador Tenji en 667 según los documentos históricos. Por lo tanto si se hace el conteo respectivo partiendo desde el Emperador Tenji hasta el Emperador Junnin sólo habría nueve emperadores (Emperador Tenji, Emperador Tenmu, Emperatriz Jitō, Emperador Monmu, Emperatriz Genmei, Emperatriz Genshō, Emperador Shōmu, Emperatriz Kōken y Emperador Junnin). Para los teóricos, suponen que el décimo emperador debería ser el Príncipe Ōtomo. 
Sin embargo, los detractores de la teoría argumentan que el décimo emperador es el Príncipe Kusakabe, segundo hijo del Emperador Tenmu e hijo de la Emperatriz Jitō, quien fue nombrado príncipe heredero, en 686 cuando abdicó su padre por enfermedad él asistió a su madre en la autoridad imperial, pero luego de la muerte del Emperador Tenmu en ese mismo año no ascendió al Trono del Crisantemo y fallecería en 689; fue nombrado póstumamente como Emperador Okanomiyagyou (岡宮御宇天皇 Okanomiyagyou Tennō?), aún sin haber ascendido al trono.

### Inscripción en el Yakushi-ji

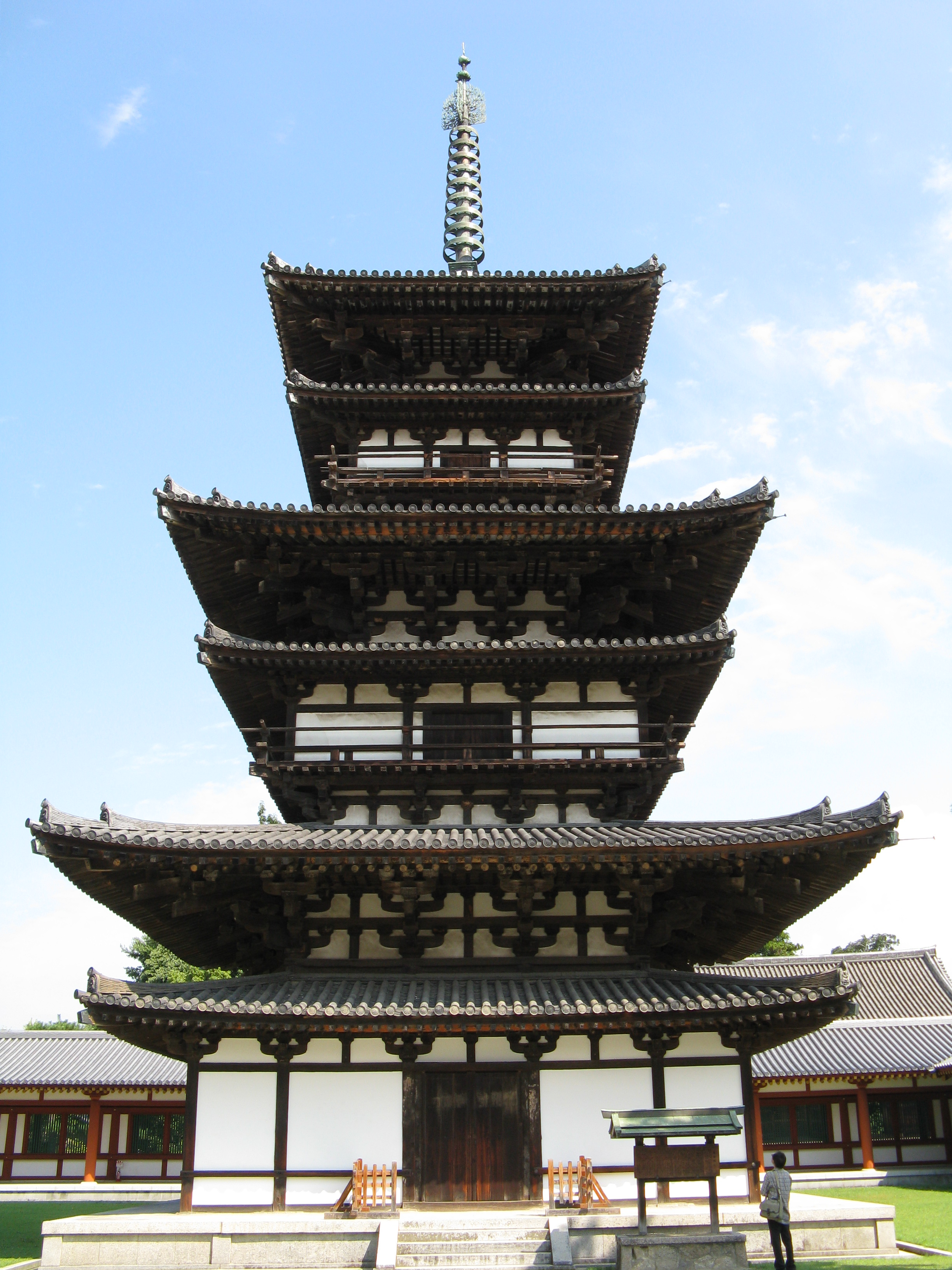
Pagoda oriental del Yakushi-ji.

En la pagoda oriental del templo Yakushi-ji de Nara, específicamente en el roban (una especie de cuenca que recoge el rocío en el fondo del florón de la pagoda) hay una inscripción que dice: "Aquí en el Palacio Kiyomihara el Emperador cabalgó el cielo al octavo año del sokui, en el año Kōshin".
El palacio que menciona la inscripción es el Palacio Asuka-Kiyomihara, lugar de residencia del Emperador Tenmu y de la Emperatriz Jitō y fue la capital histórica de Japón entre 672 y 694. Al Emperador que se refiere en la inscripción es el Emperador Tenmu, quien fue el que encargó la construcción del Yakushi-ji en el año Kōshin (庚辰?), año que justamente coincide con su reinado (en el ciclo sexagesimal, los años se repiten cada 60 años, por lo que se descarta totalmente la posible inferencia a la Emperatriz Jitō, que nunca gobernó bajo un año Kōshin). 
Para el Emperador Tenmu, este año en el calendario occidental es el año 680, sin embargo, el Nihonshoki afirma que en el año Jinshin (672) es el gannen del Emperador Tenmu, por lo que haciendo un conteo el año Kōshin es el noveno año de su reinado y no el octavo. Sólo el cálculo sería correcto si el gannen se encuentra en el año Kiyū (673), y así afirmar que el octavo año de su reinado es el año Kōshin.
Con esta inscripción que fue hecha durante una época contemporánea al incidente, existe otra prueba sólida de que el auténtico gannen del Emperador Tenmu es el año 673 y que durante el año Jinshin existió otro emperador. Y de igual manera esta prueba refuta al conteo de años hecho por el Nihonshoki y prueba que se hizo un cambio drástico e inexplicable. Esta prueba fue presentada por el académico Kusakabe Katsushika a finales del siglo XVIII.
Los detractores de la teoría consideran que el Nihonshoki relata que el Emperador Tenmu ascendió al trono (即位 sokui?) en el segundo año de su reinado, en el año Kiyū, y que realmente en vez de considerar el gannen del Emperador Tenmu, hay que considerar es el año del sokui del emperador, y que en efecto la inscripción se refiere al sokui ("al octavo año del sokui") y por lo tanto coincide con el conteo del Nihonshoki y no existe inconsistencia alguna.

### Relato delKaifūsō
En el Kaifūsō, escrito durante el período Heian, describe el relato del Príncipe Ōtomo de manera similar que el Nihonshoki, pero a diferencia de este no lo nombra no sólo como príncipe heredero sino como Emperador aunque no describe su ascenso al trono. 
Para Tanimori Tanematsu, en el Kaifūsō se refería al Emperador Tenji como el "emperador anterior de Ōmi" (淡海先帝 Ōmi Sentei?), en el que el término "anterior" (先 sen?) indicaba de manera implícita que hubo un segundo emperador (o emperador posterior) que pudo regir en Ōmi-kyō, antigua capital de Japón fundada por el Emperador Tenji en 667 hasta el 672 cuando el Emperador Tenmu la trasladó al Palacio Asuka Kiyomihara. La existencia de este segundo emperador abre la posibilidad de que se tenía conocimiento que el Príncipe Ōtomo habría recibido el sokui. 
Ban Nobumoto añadió a esta conjetura un prefacio llamado "Desde Ōmi hasta Heito" (淡海から平都 Ōmi kara Heito?) en el que se denotaba de manera clara que los poetas de la Corte Imperial de Ōmi se referían al Príncipe Ōtomo como emperador. También argumentó que en el Kaifusō en el relato de la muerte del Príncipe Ōtomo se habla de que "no cumplió su destino"; Este "destino", "voluntad divina" o "decreto divino" (天命 Tenmei?) se podría interpretar a dicho término a uno aplicable de manera exclusiva ante un emperador.